# Малый повзрослел ч.2
«Малый повзрослел ч.2» — пятый студийный альбом Макса Коржа выпущенный 26 октября 2017 года на лейбле «Respect Production».

## Список композиций
| №                   | Название                | Длительность |
| ------------------- | ----------------------- | ------------ |
| 1.                  | «Вспоминай меня»        | 6:32         |
| 2.                  | «Молодость всё прощает» | 3:03         |
| 3.                  | «Пьяный дождь»          | 3:15         |
| 4.                  | «Малиновый закат»       | 2:57         |
| 5.                  | «Оптимист»              | 3:15         |
| 6.                  | «Напалм»                | 2:20         |
| 7.                  | «Горы по колено»        | 3:59         |
| Общая длительность: | Общая длительность:     | 25:21        |

## Критика
Андрей Никитин из Афиши, рецензируя альбом, говорит примерно следующее:
Медляк — кажется, непоправимо утраченное сегодня явление — вдруг обретает современное прочтение на новом альбоме Макса Коржа,  человека, которого все мы знаем как автора адреналиновых гимнов танцпола. Когда-то выбравший жизнь в кайф, малый повзрослел — и словно узнал что-то такое, что уже никогда не позволит беззаботно веселиться. В итоге, самому неожиданному, удивительному и пронзительному альбому Макса больше подошло бы название «Стопудовый пессимист».
Сайт Rap.ru поставил альбом на 14 строчку «22 лучших русских альбомов 2017 года».

## Чарты
| Чарты (2017)         | Высшая позиция |
| -------------------- | -------------- |
| Россия (Apple Music) | 1              |
| ITunes Store         | 1              |
| GooglePlay           | 4              |
| Deezer               | 6              |

| Чарты (2017)         | Песня           | Высшая позиция |
| -------------------- | --------------- | -------------- |
| Россия (Apple Music) | Пьяный дождь    | 5              |
| Россия (Apple Music) | Малиновый закат | 6              |
| Россия (Apple Music) | Горы по колено  | 10             |
| Яндекс.Музыка        | Малиновый закат | 1              |
| Яндекс.Музыка        | Напалм          | 3              |
| ВКонтакте            | Малиновый закат | 2              |
| ВКонтакте            | Пьяный дождь    | 8              |
| ВКонтакте            | Оптимист        | 19             |
| ВКонтакте            | Горы по колено  | 29             |